# Martina Cristofani
Martina Cristofani (Umbertide, 2 luglio 1996) è un'ex cestista italiana.

## Carriera
Playmaker di 170 cm, ha giocato in Serie A1 con Umbertide.